# Ворог респектабельного товариства
«Ворог респектабельного товариства» — радянський двосерійний телефільм 1988 року, знятий режисером на кіностудії «Талліннфільм».

## Сюжет
За мотивами драми норвезького письменника Г. Ібсена «Ворог народу». Дія відбувається напередодні Першої світової війни у провінційному приморському містечку. Головний герой — доктор Стокман, здатний лікар — замість отруйної, хоч і солодкої брехні, пропонує співгромадянам гірку правду. В результаті він стає об'єктом загального осуду і втрачає свою роботу.

## У ролях
- Лембіт Ульфсак — Томас Стокман, доктор
- Марія Кльонська — Катріне Стокман, дружина доктора Стокмана
- Ангеліна Семенова — Петра, вчителька, дочка Стокмана
- Евальд Хермакюла — Петер Стокман, старший брат доктора Стокмана
- Аарне-Маті Юкскюла — Ховстад, редактор «Народного вісника»
- Мартін Вейнманн — Біллінг, співробітник «Народного вісника»
- Рейн Арен — Мортен Кійль, прийомний батько дружини Стокмана, господар шкіряного заводу
- Міхкель Леесмент — Ейліф, син доктора Стокмана
- Юхан Ульфсак — Мортен, син доктора Стокмана
- Хейно Мандрі — Аслаксен, господар друкарні
- Айн Лутсепп — капітан Хорстерн
- Ене Ярвіс — Астрід Олсен
- Яанус Оргулас — Вік
- Іта Евер — Хедвіг, покоївка
- Кальйо Кійск — батько хворої дитини
- Олаф Паесюлд — роль другого плану
- Оскар Лійганд — роль другого плану
- Ану Ламп — Інгер, покоївка
- Маті Клоорен — Олаф, санітар
- Вяйно Лаес — Якоб
- Еріка Кальюсаар — мати хворої дитини
- Епп Ееспяєв — мадам у масажиста
- Раймо Пасс — секретар мера
- Евалд Аавік — роль другого плану
- Війре Вальдма — роль другого плану
- Хейккі Халла — роль другого плану
- Тоомас Вернік — роль другого плану
- Пірет Туйск — роль другого плану
- Лійна Туйск — роль другого плану
- Герберт Селглайд — роль другого плану
- Хейнріх Касе — роль другого плану
- Май Веетамм — роль другого плану

## Знімальна група
- Режисер — Мікк Міківер
- Сценарист — Валентин Куйк
- Оператор — Аго Руус
- Композитор — Лепо Сумера
- Художники — Епп-Марія Кокамягі, Хейккі Халла